# 코스닥 지수
코스닥지수는 코스닥 시장에 상장된 기업의 주가에 주식수를 가중한 시가총액지수이다. 파셰식 주가지수이며 1996년 7월 1일을 기준치 100으로 하고 있으며, 1997년 1월 3일부터 실시간으로 산출 발표되고 있다.
최고치는 2000년 3월 10일 장중에 기록했던 2925.20이 최고치이다. 2021년1월 7일 기준으로 코스닥 지수는 986.86포인트로 7.47포인트가 올랐고 등락율은 +0.76%이다.

## 산출방법
지수=비교시점의 시가총액/기준시점 시가총액 X 1000

## 기준단위
1996년 최초 개장시에는 기준시점과 비교시점의 주가비율에 곱하는 기준단위가 100이었으나, 2004년 1월 26일부터 기준단위를 100에서 1000으로 변경하여 산출하고 있다.

## 참고
- KOSDAQ 종합지수 주가지수개요/산출방법한국거래소